# Умётское городское поселение
Умётское городско́е поселе́ние — муниципальное образование в Зубово-Полянском районе Мордовии Российской Федерации.
Административный центр — рабочий посёлок Умёт.

## История
Статус и границы городского поселения установлены Законом Республики Мордовия от 7 февраля 2005 года № 12-З «Об установлении границ муниципальных образований Зубово-Полянского муниципального района, Зубово-Полянского муниципального района и наделении их статусом сельского поселения, городского поселения и муниципального района».

## Население
| 2002  | 2009  | 2010  | 2012  | 2013  | 2014  | 2015  |
| ----- | ----- | ----- | ----- | ----- | ----- | ----- |
| 3191  | ↘2803 | ↗2979 | ↘2917 | ↘2849 | →2849 | ↘2815 |
| 2016  | 2017  | 2018  | 2019  | 2020  | 2021  |       |
| ↘2752 | ↘2713 | ↘2669 | ↘2667 | ↘2641 | ↘2522 |       |

## Состав городского поселения
| № | Населённый пункт | Тип населённого пункта                  | Население |
| - | ---------------- | --------------------------------------- | --------- |
| 1 | Водоляй          | посёлок                                 | ↘11       |
| 2 | Теплый Стан      | село                                    | ↘146      |
| 3 | Умёт             | рабочий посёлок, административный центр | ↘2461     |